# Fuhlenhagen
Fuhlenhagen er en kommune i det nordlige Tyskland, beliggende i Amt Schwarzenbek-Land i den sydvestlige del af Kreis Herzogtum Lauenburg. Kreis Herzogtum Lauenburg ligger i delstaten Slesvig-Holsten.

## Geografi
Kommunen ligger 11 km nord for Schwarzenbek, omkring 31 km øst for Hamburg, og 10 kilometer sydvest for Mölln. I kommunen ligger radio- og tv-senderen Sender Mölln. Motorvejen A24 krydser kommunen i øst-vestlig retning.